# Port lotniczy Ulsan
Port lotniczy Ulsan (IATA: USN, ICAO: RKPU) – port lotniczy położony w mieście Ulsan, w Korei Południowej.